# Roma, sangue e arena
Roma, sangue e arena è un romanzo storico di Simon Scarrow ambientato nel 41 d.C., pubblicato in Italia nell'aprile del 2015 dalla casa editrice Newton Compton.
È il sesto romanzo della Arena Series, con protagonisti Macrone e Marco Valerio Pavone, che comprende tutti i cinque titoli precedenti, La conquista (2012), La sfida (2012), La spada del gladiatore (2013), La rivincita (2013), Il campione (2013).

## Trama

Resti del Foro di Cesare. Pavone vi combatterà il duello mortale con il gladiatore Britomaris.

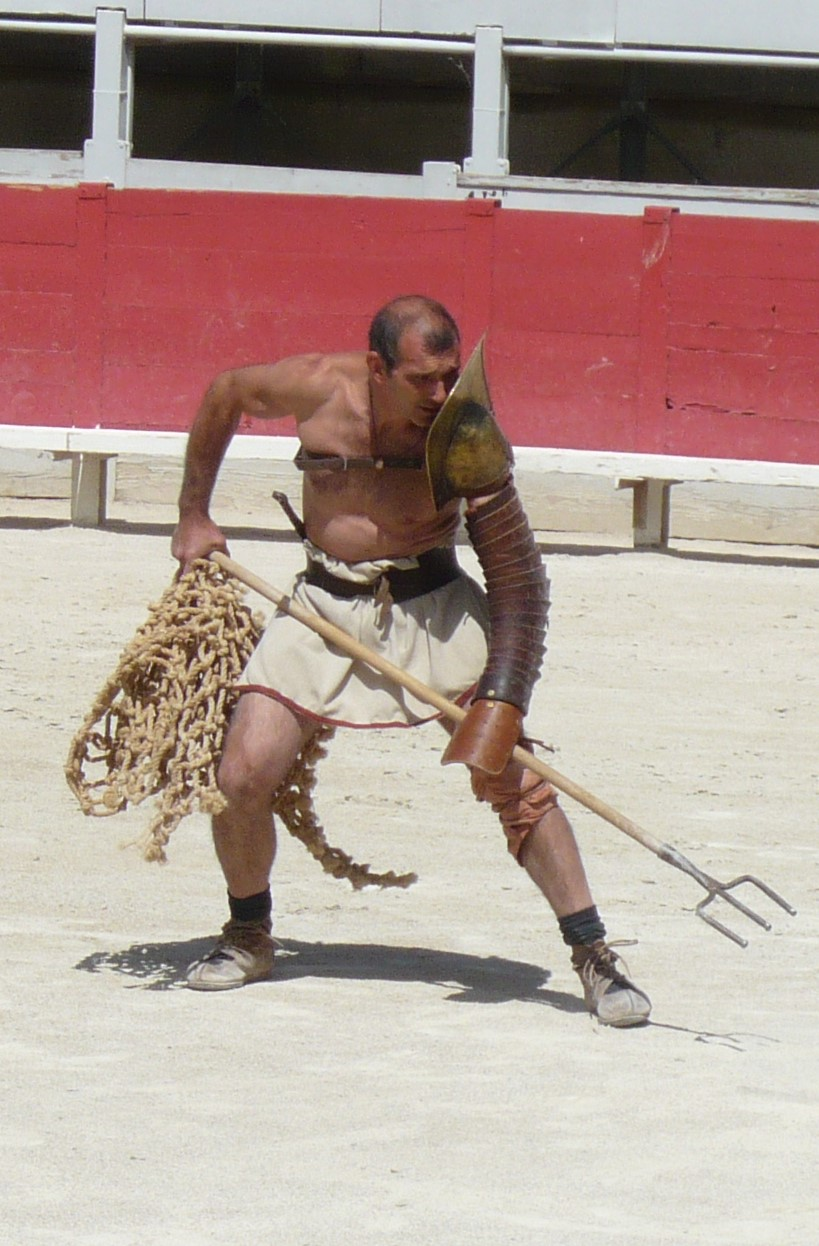
Gladiatore reziario durante una rievocazione. Pavone si allena per questa specialità per affrontare il gladiatore Denter.

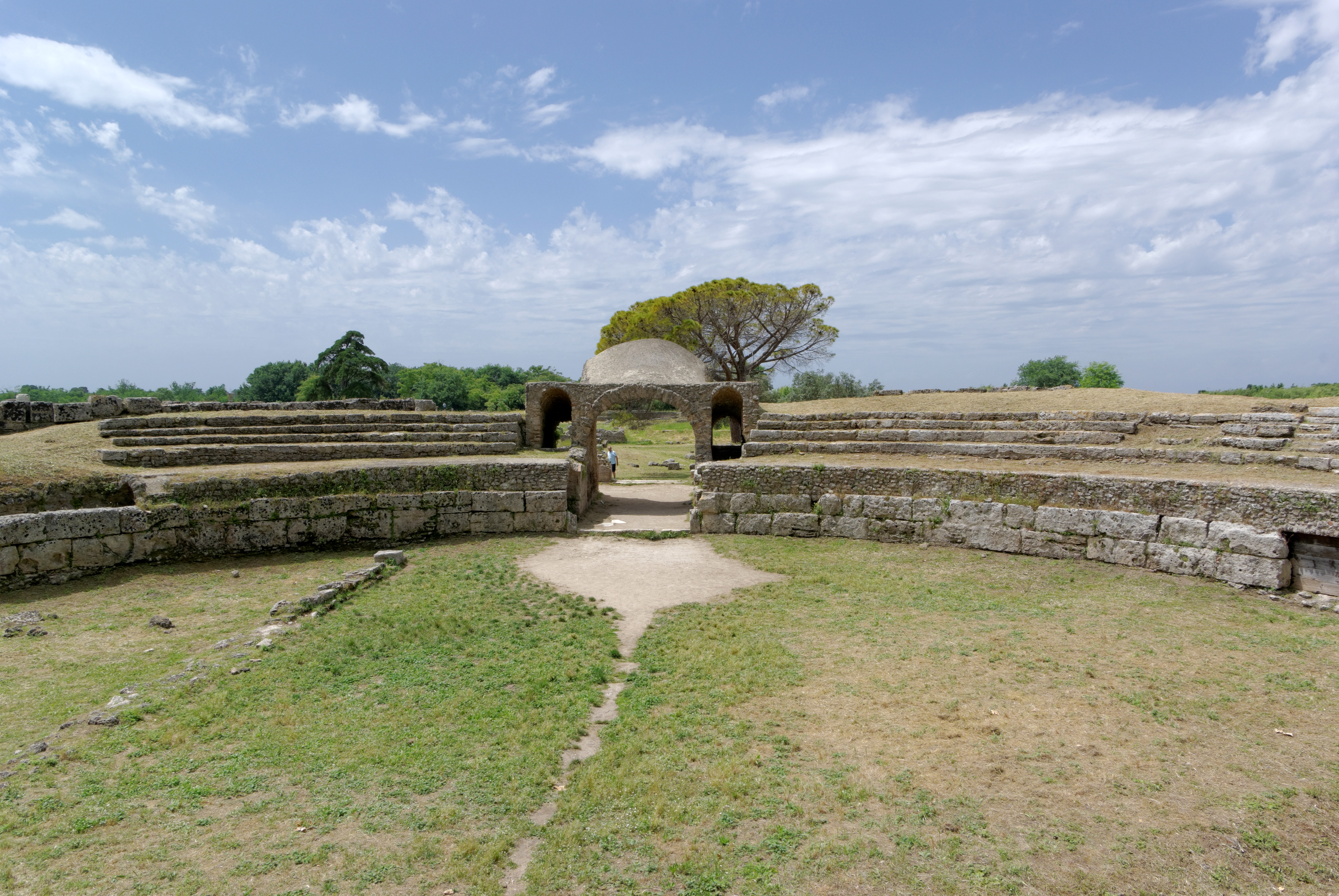
Resti dell'arena di Paestum. Pavone vi si esibisce sconfiggendo il gladiatore Denter.

È il 41 d.C., il veterano Lucio Cornelio Macrone riceve l'incarico di allenare il giovane e promettente gladiatore Marco Valerio Pavone presso la scuola gladiatoria di Paestum. L'incarico gli viene affidato dal liberto Murena, collaboratore del segretario imperiale Pallade, in cambio della promozione a centurione, che è già stata firmata da Claudio e aspetta solo di essere spedita ai superiori di Macrone.
La missione finale consiste nel preparare adeguatamente Pavone, nel giro di un mese, affinché possa sconfiggere, davanti all'imperatore Claudio, l'attuale campione Britomaris che sta inanellando troppe vittorie e mettendo in imbarazzo i romani per le sue origini germaniche. Anche il campione romano Gaio Nevio Capitone è stato ucciso in combattimento da Britomaris ed il popolo che ha assistito all'evento si è riversato nelle strade mettendo a soqquadro il quartiere limitrofo all'Anfiteatro Statilio Tauro. L'imperatore quindi ha dato ordine di far sconfiggere Britomaris per acquietare la popolazione, ma misteriosamente il gladiatore più forte in circolazione, Ermete, sostenuto dal liberto Narciso, è stato aggredito e ferito in un apparente tentativo di rapina. Resta quindi solo l'opzione di Macrone per far addestrare un gladiatore dal miglior legionario veterano.
Macrone si reca quindi immediatamente Paestum, presso la scuola gladiatoria dove si allena Pavone.
Marco Valerio Pavone si trova nel ludus di Paestum, come gladiatore, dopo che il padre Tito Valerio Pavone, ex legato della Quinta Legione, è stato condannato a morte da Claudio per aver osteggiato la sua nomina ad imperatore. Tito venne ucciso decapitato nell'area dal gladiatore Ermete di Rodi, e da quel momento Marco non aspetta che di poter vendicare il padre uccidendo Ermete alla stessa maniera. Anche Marco Pavone era nell'esercito, era un tribuno della Sesta legione, e per espiare le colpe del padre Claudio ha preso accordi con il lanista Gurges affinché lo tenga in vita come gladiatore per un anno prima di farlo uccidere.
Appena Macrone giunge a Paestum comunica al lanista Gurges che allenerà lui Pavone per poi portarlo in un mese ad affrontare Britomaris nel Foro di Cesare, come desiderato dall'imperatore. Pagato il lanista, Macrone si presenta a Pavone e dalla mattina seguente comincia subito gli allenamenti. Inoltre comunica al giovane che il figlio è ancora vivo ed è al palazzo reale, e Claudio ha promesso che lo libererà se sconfiggerà Britomaris. Trascorsi venti giorni di allenamenti rigidi ed estenuanti in cui vengono insegnati al gladiatore le migliori tecniche per sopraffare il barbaro, Macrone organizza la partenza per Roma per lui e Pavone.
Giunti a Roma Pavone, scende nell'arena, costruita appositamente nel Foro di Cesare, ed affronta in un cruento duello il barbaro Britomaris. Pavone anche grazie agli addestramenti ricevuti da Macrone riesce a sconfiggere ed uccidere il rivale senza a sua volta essere ferito. La folla lo acclama, l'imperatore gli consegna un premio in sesterzi, ma finita la cerimonia scopre che Macrone è controllato a vista dai pretoriani e Musa rivela ad entrambi che le armi erano state intrise di un veleno per assicurarsi che entrambi i gladiatori morissero. Pertanto Pavone viene rimandato al ludus di Paestum, il figlio non verrà liberato ma rimarrà presso la corte di Claudio. Una volta rimasti soli, Murena comunica a Macrone che dovrà organizzare un nuovo duello, questa volta allenando un ex gladiatore Denter, per uccidere Pavone e quindi eliminare l'attuale sconveniente idolo del popolo romano. Macrone suo malgrado deve accettare e recarsi a Pompei per incontrare Denter.
Pavone viene informato da Gurges che dovrà affrontare un nuovo combattimento che si terrà a Paestum contro Dentes. Si comincia quindi ad allenare duramente nella specialità di reziario e viene a sapere che il lanista e molti altri facoltosi stanno scommettendo ingenti somme sulla sua sconfitta. Venuto a sapere che il suo amico gladiatore Buccone, per un debito di gioco, viene ricattato da Carbone, il gestore del banco scommesse, che come contropartita ha rapito la moglie ed i figli di Buccone quale garanzia, incontra Carbone per intimargli di rilasciare i familiari dell'amico, e dopo averne atterrato le due guardie del corpo Vero e Prisco, saputo che Carbone ha accettato tutte le scommesse che lo danno perdente, stringe un patto con Carbone promettendogli di sconfiggere Dentes, far vincere a Carbone le scommesse, e ottenere il rilascio dei familiari di Buccone.
Pavone affronta Dentes nell'arena di Paestum e, nonostante una lunga interruzione a causa di feroci tafferugli scoppiati sugli spalti, riesce a sconfiggere ed uccidere il rivale. Terminato il duello Murena raggiunge Macrone e Pavone per informarli che a causa delle forti scommesse che Gurges aveva fatto sulla vittoria di Dentes, questi ha dovuto vendere tutti i suoi gladiatori, compreso Pavone, al miglior offerente che è risultato il ludus imperiale di Claudio. Quindi Pavone si dovrà trasferire al ludus di Capua e Macrone, che non è riuscito a mantenere la promessa di sconfiggere Pavone, non riceverà la promozione a centurione e dovrà svolgere una nuova missione per Murena. Macrone dovrà temporaneamente dirigere il ludus di Capua.
Dopo pochi giorni che Macrone sta dirigendo il ludus, scoppia una rivolta capeggiata da Batone e tutto il gruppo di gladiatori traci. Le guardie non riescono a contrastare i ribelli, e Macrone e pochi superstiti riescono a salvarsi all'interno della residenza del lanista ed a mandare Glabrio a chiedere aiuto all'imperatore che sicuramente doveva già essere arrivato nella sua villa subito fuori Capua. Proprio quando anche Macrone ed i pochi superstiti stanno per soccombere alla furia dei gladiatori, irrompono nel ludus le guardie germaniche di Claudio che fanno strage dei ribelli ed anche Batone e Duras rimangono uccisi proprio da Macrone e Pavone.
Murena da un lato ringrazia Macrone e Pavone per aver resistito ed evitato che i gladiatori dilagassero nella città, ma dall'altro li ritiene colpevoli delle ingenti perdite economiche dovute sia ai danni che ha subito il ludus sia ai quasi cento gladiatori periti. Pertanto impone ad entrambi una nuova prova che consisterà nel partecipare da protagonisti alle venationes programmate nei giorni successivi a Roma.
Sia Macrone che Pavone riescono grazie alla loro forza e destrezza a sconfiggere gli animali feroci che gli vengono scagliati contro. Murena pertanto chiede a Macrone un ultimo compito prima di rimandarlo sul fronte germanico, dovrà aiutarlo a sventare un tentativo di assassinare l'imperatore di cui è venuto a conoscenza. Dovrà rimanere nei pressi dell'imperatore, mentre questi assisterà ai combattimenti di gruppo dei gladiatori, e tentare di scoprire e fermare chi ha in progetto di assassinarlo. Mentre per Pavone ci sarà un destino diverso, in quanto destinato ad essere soppresso, continuerà a partecipare alle venationes e se sopravviverà agli scontri di gruppo tra i gladiatori.
Pavone, assieme al gladiatore Amadoco, riesce a scampare anche alle venationes e viene quindi destinato ai combattimenti del pomeriggio. Un senatore, Numerio Porcio Lanato, riesce in segreto a scendere nelle celle dei gladiatori e manifestatosi quale appartenente ai liberatores, propone un patto a Pavone. Se riuscirà a sconfiggere tutti i gladiatori, il vincitore sarà al cospetto di Claudio per ricevere il premio, momento in cui lo dovrà uccidere. Ovviamente Pavone se riuscirà nell'impresa verrà massacrato dalle guardie del corpo dell'imperatore, ma in cambio il senatore promette di salvare il figlio di Pavone. Infatti il senatore ha scoperto che il piccolo è nel palazzo imperiale negli stessi ambienti ove si trova lo schiavo Quinto Licinio Catone, al quale lui spesso porta dei libri. Quindi con la scusa di incontrare Catone porterà via il figlio di Pavone e lo affiderà a Buccone, che nel frattempo è tornato ad Ostia, e si è reso disponibile ad adottare il piccolo Appio.
Pavone ed Amadoco superano tutti i duelli e si ritrovano alla fine solo loro due ad affrontarsi, circondati dai cinquantotto cadaveri degli altri gladiatori. Pavone riesce ad uccidere Amadoco e come stabilito viene portato in infermeria per essere ripulito per presentarsi al cospetto dell'imperatore. Qui si ripresenta il senatore Lanato che gli consegna di nascosto un piccolo coltello. Pavone giunge dinanzi a Claudio pronto a colpirlo a morte, ma rimane spiazzato dalle parole dell'imperatore che si complimenta con lui e oltre a dichiararlo libero e non più gladiatore, farà anche liberare il figlio. Pavone quindi si ferma giusto in tempo capendo che il figlio non è stato mai nei pensieri del senatore. Fa solo una ulteriore richiesta a Claudio, poter incontrare in un ultimo combattimento Ermete ed essere allenato da Macrone.
Macrone quindi allena nuovamente Pavone e questa volta anche con il supporto dell'ex gladiatore Ruga. L'allenamento sarà intensissimo e dopo un mese si giungerà alla data dell'incontro con Ermete. Lo scontro tra i due gladiatori avviene, alla presenza di Claudio, nel Foro dove sono state allestite appositamente le tribune e l'arena. 
Pavone riesce ad uccidere Ermete e riceve la tanto agognata libertà da Claudio che gli fa anche riconsegnare la tenuta che apparteneva la padre ad Anzio e lo nomina Campione dell'Arena, ma per evitare che vivendo vicino Roma la sua fama diventi un pericolo, lo nomina anche Tribuno della Quindicesima Legione che è di stanza sul Danubio. Macrone ottiene la sua promozione a centurione e riparte subito per la frontiera sul Reno.

## Personaggi
- Macrone: optio dell'esercito romano. Addestratore di Pavone.
- Marco Valerio Pavone: gladiatore. Ex tribuno militare della Sesta Legione.
- Gaio Nepote Capitone: gladiatore.
- Britomaris: gladiatore.
- Ermete di Rodi: gladiatore, sponsorizzato da Narciso.
- Imperatore Claudio: imperatore romano, di recente nomina.
- Servio Ulpio Murena: liberto, collaboratore di Pallade.
- Marco Antonio Pallade: liberto, segretario imperiale di Claudio.
- Narciso: segretario imperiale e stretto consigliere di Claudio.
- Tito Valerio Pavone: padre di Marco Valerio, ex legato della Quinta Legione.
- Appio Pavone: figlio di Marco Valerio, di cui si sono perse le tracce.
- Calamo: addestratore del ludus di Paestum.
- Manlio Salvio Buccone: gladiatore del ludus di Paestum, amico di Pavone.
- Amadoco: gladiatore veterano del ludus di Paestum.
- Acheo: medico del ludus di Paestum.
- Vibio Modio Gurges: lanista del ludus gladiatorio di Paestum.
- Decimo Cominio Denter: gladiatore in congedo ora addestratore presso il ludus di Pompei.
- Orode: gladiatore armeno.
- Spurio Graziano Carbone: gestore del banco scommesse a Paestum.

- Umbreno: mercante di Puteoli amico di Buccone.
- Prisco: ex gladiatore del ludus di Capua, guardia del corpo di Carbone.
- Vero: ex gladiatore del ludus di Capua, guardia del corpo di Carbone.
- Manio Ovidio Aculeo: addestratore del ludus di Capua.
- Batone: gladiatore del ludus di Capua. Capo del gruppo di gladiatori traci.
- Duras: gladiatore del ludus di Capua, guardia del corpo di Batone.
- Kallinis: medico del ludus di Capua.
- Quinto Tullio Macer: comandante delle guardie del ludus di Capua.
- Glabrio: vice comandante delle guardie del ludus di Capua.
- Basso: guardia del ludus di Capua. Ex legionario dell'Ottava Legione.
- Sesto Ostilio Nerva: responsabile programma dei giochi dell'anfiteatro Statilio Tauro.
- Quinto Marzio Atello: bestiarius, amico d'infanzia di Pavone.
- Numerio Porcino Lanato: senatore, membro dei liberatores.
- Quinto Licinio Catone: giovane schiavo, domestico al palazzo imperiale di Claudio.
- Critone: gladiatore macedone.
- Gaio Calpurnio Cursore: addestratore e guardia del corpo di Ermete.
- Gneo Senzio Cornicen: Lanista imperiale.
- Publio Didio Ruga: ex gladiatore, addestratore di Pavone.
- Macula: senatore.
- Lucio Batiaco Bestia: centurione della Seconda Legione.

## Ambientazione
| Anno inizio | Anno fine | Età Macrone | Ambientazione                         |
| ----------- | --------- | ----------- | ------------------------------------- |
| 41 d.C.     | 42 d.C.   | 33 anni     | RomaRegione Campania, Capua e Paestum |

## Edizioni
- Simon Scarrow, Roma, sangue arena, traduzione di Robert Lanzi e Francesca Noto, collana Nuova Narrativa Newton, Newton Compton, 16 aprile 2015,  p. 416, ISBN 978-88-541-7522-8.
- Simon Scarrow, Roma, sangue arena, traduzione di Robert Lanzi e Francesca Noto, collana Gli Insuperabili, Newton Compton, 26 maggio 2016,  p. 416, ISBN 978-88-541-9111-2.

## Analisi
- Roma, sangue e arena si può definire un prequel della serie Eagles of the Empire, infatti gli eventi narrati sono precedenti a Sotto l'aquila di Roma[3], primo romanzo della serie, e tra i co-protagonisti vi è Macrone che sarà il protagonista di tutti i romanzi della serie Eagles of the Empire.

- Al termine del romanzo Macrone ottiene la promozione a centurione, grado con cui verrà presentato nel primo romanzo della serie Eagles of the Empire Sotto l'aquila di Roma.

- Per realizzare questo romanzo, e quindi anche per tutta la serie Arena, Scarrow si è avvalso della collaborazione di T. J. Andrews.[4]